# Saint-Cricq-du-Gave
Saint-Cricq-du-Gave è un comune francese di 366 abitanti situato nel dipartimento delle Landes nella regione della Nuova Aquitania.

## Società

### Evoluzione demografica
Abitanti censiti